# 拉韦涅 (洛特省)
拉韦涅（法語：Lavergne，法語發音：[lavɛʁɲ]）是法国洛特省的一个市镇，属于古尔东区。

## 地理
拉韦涅（44°47'54"N, 1°45'37"E）面积8.82 平方千米，位于法国奧克西塔尼大區洛特省，该省份为法国西南部内陆省份，北起顺时针与科雷兹省、康塔爾省、阿韦龙省、塔恩-加龙省、洛特-加龍省和多尔多涅省接壤。
与拉韦涅接壤的市镇（或旧市镇、城区）包括：比奥、格拉马、迈里纳克朗图、泰格拉。

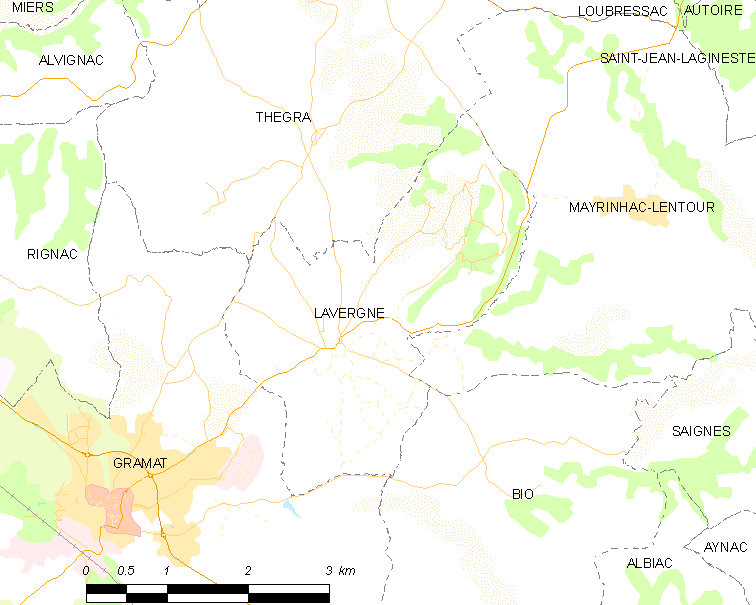
的OSM定位图

拉韦涅的时区为UTC+01:00、UTC+02:00（夏令时）。

## 行政
拉韦涅的邮政编码为46500，INSEE市镇编码为46165。

## 政治
拉韦涅所属的省级选区为格拉马县。

## 人口

1962-2008年间人口变化图示

拉韦涅于2022年1月1日时的人口数量为485人。